# Симончини, Альдо
А́льдо Симончи́ни (итал. Aldo Simoncini; 30 августа 1986, Сан-Марино, Сан-Марино) — сан-маринский футболист, вратарь клуба «Космос» (Серравалле) и сборной Сан-Марино.

## Карьера
Альдо играл в сборной в квалификации на Евро 2008. Первый матч в отборочном цикле был со сборной Германии. Немцы забили 13 безответных мячей. В ответной игре против Ирландии 15 ноября 2006 года он пропустил гол за 3 секунды до окончания, когда Мануэль Марани забил, сделав счёт 1:1.
У него есть брат-близнец Давиде, который в настоящее время выступает за «Торкону» и национальную сборную.
В составе молодёжной сборной провёл 14 игр.